# Налоговая система
Нало́говая систе́ма — основанная на определенных принципах система урегулированных нормами права общественных отношений, складывающихся в связи с установлением и взиманием налогов и сборов (налогообложение).

## История
Налоговая система не получила значительного развития в период рабовладельческого общества и феодализма. Ее формирование происходило по мере расширения сферы товарно-денежных отношений. 
Среди косвенных налогов, которые взимались во времена Российской империи, выделяется доход от винной монополии, в период с 1909 по 1913 года он составил 28,6 % поступлений в бюджет. Существенные поступления в бюджет были от акциза на сахар и таможенных пошлин; намного меньше дохода приносили промысловый налог и поземельный налог. Отсутствовал подоходный налог, однако с 1 января 1917 года должен был взиматься подоходный налог на военную прибыль. Льготные ставки предусматривались для помещиков и буржуазии. Но эти налоги[какие?] так и не начали собирать при царском правительстве.
В 1930—1932 гг. в СССР была проведена перестройка налоговой системы.
В Соединенных Штатах Америки налоги устанавливаются федеральным правительством, штатами и местными административными единицами.

## Описание
Основой налоговой системы являются налоги и сборы. С помощью налоговой системы государство реализует свои функции по управлению (регулированию, распределению и перераспределению) финансовыми потоками в государстве и в более широком смысле экономикой страны вообще.
в России
Нынешнее налоговое законодательство РФ не содержит определения понятия налоговой системы. Однако действовавший в прошлом Закон Российской Федерации «Об основах налоговой системы в Российской Федерации» содержал указанное выше понятие. Это понятие используется в теории и по сей день, с тем лишь отличием, что ранее самостоятельным компонентом налоговой системы считались пошлины — но в соответствии с вступившими в силу главами Налогового кодекса России государственная пошлина отнесена к сборам; что же касается таможенных пошлин, в прежние времена считавшихся институтом, общим для налоговой системы и для таможенного регулирования, — то по мере совершенствования налогового и таможенного законодательства законодатель и исследователи постепенно пришли к мнению о принадлежности их сугубо к отрасли таможенного права.
Налоговую систему в Российской Федерации описывает и регулирует Налоговый кодекс Российской Федерации.

## Система налогового права
Система налогового права состоит из 4-х уровней:
1. основы налогового права (общая теория налогового права);
2. международное налоговое право (включает положения и принципы налогового права, закреплённые на международном уровне);
3. национальное налоговое право (нормы правовой системы, действующие на территории отдельно взятого государства);
4. региональное налоговое право (нормы регионального или местного уровня и действующие в территориальных рамках этого региона, при этом не являясь общеобязательными на территории всего государства).

Для налогового права характерно традиционное для отраслей российского права деление на общую и особенную части.
К общей части налогового права относятся:
- нормы, закрепляющие общие принципы построения налоговой системы Российской Федерации;
- принципы формирования налогового законодательства;
- правовые формы и методы деятельности компетентных государственных (муниципальных) органов в области налогообложения;
- основные черты правового положения участников налоговых отношений.

Особенная часть содержит:
- нормы, конкретизирующие нормы общей части и регламентирующие порядок взимания конкретных налоговых платежей;
- круг плательщиков по каждому налогу;
- объекты налогообложения;
- налоговую базу;
- порядок исчисления и уплаты.

Систему налогового права следует отличать от системы налогов и сборов. Налоговая система и система налогов и сборов соотносятся как общее и частное. Система налогов и сборов является неотъемлемой частью налоговой системы Российской Федерации и представляет собой совокупность отдельных видов налогов и сборов. Она представлена тремя уровнями: федеральные, региональные и местные налоги.
Виды норм налогового права:
- Нормы общей части и нормы особенной части;
- По функциям, которые они выполняют: регулятивные и охранительные;
- По форме выражения предписания: управомочивающие (в соответствии с НК РФ налогоплательщики имеют право получать по месту жительства всю информацию, связанную с налогами), запрещающие и обязывающие;
- По методу правового регулирования: императивные и диспозитивные.
- По функциям в механизме правового регулирования: нормы-принципы (некоторые из них прямо закреплены в НК РФ); нормы-дефиниции (понятия и термины иных отраслей права применяются в том значении, в котором они используются в этих отраслях. Например, термин «юридическое лицо» в налоговом праве будет употребляться в том же значении, что и в гражданском. Наиболее известный пример дефиниции в налоговом праве — термин «налог»); определительно-установочные нормы (регулирование властных отношений в сфере взимания налогов и сборов); нормы-правила поведения.

## Функции налоговой системы
Основными функциями налоговой системы государства и, соответственно, установленных в государстве налогов являются:
1. Фискальная
2. Распределительная
3. Регулирующая
4. Контрольная

## Принципы построения налоговой системы
Принципы построения налоговой системы государства обсуждаются практически с тех пор, как возникло государство. Ещё Адам Смит в своей книге «Исследование о природе и причинах богатства народов» в 1776 г. сформулировал четыре правила («максимы»):
- налоги должны уплачиваться в соответствии со способностями и силами подданных;
- размер налогов и сроки их уплаты должны быть точно определены до начала налогового периода;
- время взимания налогов устанавливается удобным для налогоплательщика;
- каждый налог должен быть задуман и разработан так, чтобы он брал из карманов народа возможно меньше сверх того, что он приносит казначейству государства.

В современных условиях могут быть сформулированы следующие принципы построения налоговой системы:
1. Обязательность. Этот принцип означает, что все налогоплательщики обязаны своевременно и полно уплатить налоги.
2. Справедливость. Принцип справедливости означает, что, с одной стороны, все налогоплательщики, находящиеся в равных условиях по объектам налогообложения, платят одинаковые налоги, а, с другой стороны, справедливым должны быть налоги, которые платят разные по доходам налогоплательщики. Богатые платят больше, чем бедные.
3. Определённость. Нормативные акты до начала налогового периода должны определить правила исполнения обязанностей налогоплательщиком.
4. Удобство (привилегированность) для налогоплательщика. Процедура уплаты налогов должна быть удобной прежде всего для налогоплательщика, а не для налоговых служб.
5. Экономичность. Издержки по собиранию налогов не должны превышать сумму собираемых налогов, а должны быть минимальны.
6. Пропорциональность. Предполагает установление ограничения (лимита) налогового бремени по отношению к валовому внутреннему продукту.
7. Эластичность. Подразумевает быструю адаптацию налоговой системы к изменяющейся ситуации
8. Однократность налогообложения. Один и тот же объект налогообложения должен облагаться налогом за установленный период один раз.
9. Стабильность. Изменение налоговой системы не должно производиться часто и очень резко.
10. Оптимальность. Цель взимания налога, например, фискальная, или природоохранная и т. д., должна достигаться наилучшим образом с точки выбора источника и объекта налогообложения.
11. Стоимостное выражение. Налоги должны уплачиваться в денежной форме.
12. Единство. Налоговая система действует на всей территории страны для всех типов налогоплательщиков.

Реализация принципов налогообложения в разных странах осуществляется с учётом особенностей развития, существующей социально-экономической ситуации.
Наличие собственной, независимой от других государств налоговой системы является одним из признаков суверенного государства.